# Tiger Warsaw
Pour plus de détails, voir Fiche technique et Distribution.
Tiger Warsaw est un film américain réalisé par  Amin Q. Chaudhri, sorti dans les salles en 1988. En France, il est sorti en cassette vidéo sous le titre Le Tigre, avant de reprendre son titre original pour le DVD.

## Synopsis
Après quinze ans d'absence, Chuck rentre chez lui. Quinze ans plus tôt, il est parti en laissant sa famille en plein drame, brisant le mariage de sa sœur. Depuis, son père n'a plus toute sa raison. Avec l'aide de Karen, sa petite amie de lycée, il va essayer de trouver une seconde chance.

## Fiche technique
- Titre original : Tiger Warsaw
- Réalisation : Amin Q. Chaudhri
- Scénario :  Roy London
- Décors : Chris O'Neal
- Photographie : Robert Draper
- Musique : Ernest Troost
- Production : Amin Q. Chaudhri, Navin Desai, Gay Mayer, Watson C. Warringer Jr.
- Pays d'origine :  États-Unis
- Langue : anglais
- Genre : Drame
- Durée : 89 minutes
- Dates de sortie : 
  - États-Unis : 23 septembre 1988
  - France : Sortie directement en vidéo

## Distribution
- Patrick Swayze (VF : Michel Vigné) : Chuck 'Tiger' Warsaw
- Piper Laurie : Frances Warsaw
- Mary McDonnell : Paula Warsaw
- Lee Richardson : Michael Warsaw
- Barbara Williams : Karen
- Bobby Di Cicco : Tony
- Jenny Chrisinger : Val
- James Patrick Gillis : Roger
- Michelle Glaven : Emily
- Kevin Bayer : Robin
- Tom Wood : Lt. Fontana